# 테오 반 고흐 (영화 감독)

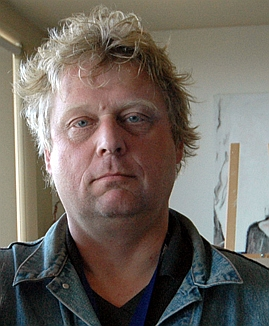
2004년의 테오 반 고흐

테오 반 고흐(네덜란드어: Theo van Gogh, 1957년 7월 23일 ~ 2004년 11월 2일)는 네덜란드의 영화 감독, 텔레비전 프로듀서, 저술가, 배우이다. 테오는 2004년에 모로코계 청년 모하마드 부바리에 의해 살해되었다.

## 생애
헤이그에서 태어났다. 증조부는 화가 빈센트 반 고흐의 동생 테오 반 고흐이다. 테오는 법 학교 중퇴 후 극장의 지배인이되지만 영화 제작에 열정을 갖고 있으며, 1981년에 《Luger》로 영화 감독으로 데뷔한다. 1996년 《Blind Date》와 1997년 《In het belang van de staat》는 금송아지상을 수상했다. 샌프란시스코 영화제에서 "Certificate of Merit"도 수상하였다. 배우로는 1992년의 《De noorderlingen》에 출연하였다. 그 후, 텔레비전 프로듀서이자 신문에 칼럼을 쓰는 등으로 활동하고 있었다.
테오의 마지막 저서 《Allah weet het beter》는 이슬람 사회를 다루고 있다. 테오는 특히 2001년 9·11 테러 이후 이슬람교 비판에 대해 잘 알려져 있었다. 또한 그는 소말리아 출신 반 이슬람주의 여성 의원 아얀 히르시 알리를 지원하고 있었다.

## 사망
테오는 2004년 11월 2일 새벽 암스테르담의 꽃집 앞에서 살해되었다. 8발의 총을 맞고 그 자리에서 사망했지만, 칼도 찔려져 있었다. 5쪽 분량의 메모가 있었는데, 이 메모에는 유대인, 아얀 히르시 알리에 대한 위협이 적혀 있었다. 범행을 한 모하마드 부바리는 26세인 모로코계 네덜란드 시민이며, 총격전 후 경찰에 의해 체포되었다. 그는 암스테르담에서 태어나 고등 교육도 받고 있었지만, 네덜란드에 기반을 둔 이슬람 극단주의 조직 Hofstad Network와 관련이 있었다고 한다. 부바리는 경찰관과 일반인의 살인 미수, 총기 불법 소지, 아얀 히르시 알리의 살해 협박으로 2005년 7월 26일 가석방 없는 종신형을 선고 받았다.
테오는 사망 이전 암살된 네덜란드 정치인 핌 포르튀인에 관한 영화를 제작 중이였다. 이 영화는 2004년 12월에 인터넷에 공개되어 2005년 1월에 상영되었다.

## 같이 보기
- 쿠란 소각
- 윌란스 포스텐 무함마드 만평 논란